# James Bergquist
James Charles Bergquist (né en 1947 à Cheyenne, Wyoming) est un physicien américain.

## Biographie
James Bergquist obtient son baccalauréat à l'Université de Notre-Dame-du-Lac en 1970 et son Ph. D. en 1977 à l'Université du Colorado. Il travaille ensuite  au NIST à Boulder.
Les recherches de Bergquist portent sur le refroidissement par laser et la spectroscopie. En 2000, lui et des collègues du NIST ont construit la première horloge optique basée sur un seul atome de mercure refroidi par un laser. Berquist est considéré comme l’un des principaux experts dans le domaine de la physique du laser. Il est membre de la Société américaine de physique et de l'Académie nationale des sciences.

## Distinctions
- 1985 : Médaille d'or du département du Commerce des États-Unis (avec J.J. Bollinger, W.M. Itano et D.J. Wineland)
- 2001 : Prix Edward U. Condon (NIST)
- 2001 : Médaille d'or du département du Commerce des États-Unis (avec S.T. Cundiff, S.A. Diddams, J. Hall, L. Hollberg, C.W. Oates et J. Ye)
- 2002 : Prix William F. Meggers (en)
- 2006 : Prix Isidor Isaac Rabi (en) (IEEE)
- 2007 : Prix Herbert P. Broida
- 2008 : Prix Arthur-L. Schawlow de physique des lasers (en)[1]
- 2009 : Prix Samuel Wesley Stratton (en)[2]
- 2009 : Élection à l'Académie des Sciences[3]